# Kaligrafia japońska
Kaligrafia japońska (jap. 書道 shodō; dosł. „droga pisma”) – ogólna nazwa kaligrafii, obejmująca kilka stylów pisma w języku japońskim, wywodząca się z kaligrafii chińskiej.

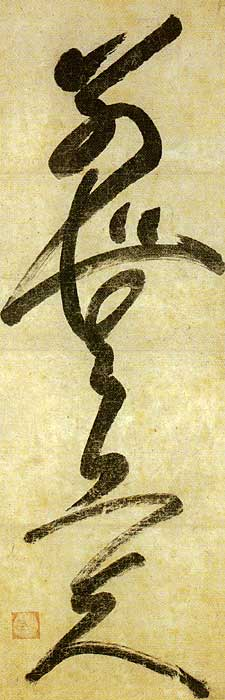
Kaligrafia Soseki Musō (1275–1351), japoński kaligraf i poeta. Znaki „別無工夫” („Bez duchowego znaczenia”)

Z racji tego, że pismo japońskie pochodzi od pisma chińskiego, w IV wieku n.e. najsłynniejszym kaligrafem w Japonii był Chińczyk Wang Xizhi. Jednak po powstaniu hiragany i katakany Japończycy wytworzyli swój własny styl. 
Przybory do pisania to: 
- pędzel (jap. 筆 fude);
- tusz (jap. 墨 sumi);
- kamień do rozcierania tuszu (jap. 硯 suzuri);
- naczynie z wodą do rozpuszczania tuszu (jap. 水入れ mizu-ire);
- papier (jap. 和紙 washi);
- podkładka pod papier z miękkiego materiału (jap. 下敷き shitajiki);
- podłużny, wąski ciężarek dociskający papier (jap. 文鎮 bunchin).

Podstawowe style to: pismo pieczęciowe (jap. 篆書 tensho;  chiń. zhuànshū), pismo kancelaryjne (jap. 隸書 reisho; chiń. lìshū), pismo wzorcowe (jap. 楷書 kaisho; chiń. kǎishū), pismo bieżące (jap. 行書 gyōsho; chiń. xíngshū); i pismo trawiaste (jap. 草書 sōsho; chiń. cǎoshū).